# Ceromitia synneura
Ceromitia synneura là một loài bướm đêm thuộc họ Adelidae. Loài này có ở Zimbabwe.